# Wladimir Dmitrijewitsch Kasanzew
Wladimir Dmitrijewitsch Kasanzew (russisch Владимир Дмитриевич Казанцев, engl. Transkription Vladimir Kazantsev; * 6. Januar 1923 in Alexejewka, Gouvernement Saratow; † 22. November 2007 in Moskau) war ein sowjetischer Hindernisläufer.
Am 10. Juli 1951 stellte er in Moskau mit 8:49,8 min eine Weltbestzeit über 3000 m Hindernis auf, die er am 12. Juni des folgenden Jahres in Kiew auf 8:48,6 min verbesserte.
Bei den Olympischen Spielen 1952 in Helsinki gewann er die Silbermedaille in 8:51,6 min, mit 6,2 Sekunden Rückstand auf den US-Amerikaner Horace Ashenfelter.